# Coupe Davis 1927
La Coupe Davis 1927 est remportée par la France qui, grâce à sa victoire finale face aux États-Unis, parvient à remporter le premier saladier d'argent de son histoire.

## Tableau final
|  | Quarts de finale Demi-finale de zone - Amérique (haut) - Europe (bas) | Quarts de finale Demi-finale de zone - Amérique (haut) - Europe (bas) |          |   | Demi-finales Finale de zone - Amérique (haut) - Europe (bas) | Demi-finales Finale de zone - Amérique (haut) - Europe (bas) |  |  | Finale Finale inter zone | Finale Finale inter zone |
|  | Quarts de finale Demi-finale de zone - Amérique (haut) - Europe (bas) | Quarts de finale Demi-finale de zone - Amérique (haut) - Europe (bas) |          |   | Demi-finales Finale de zone - Amérique (haut) - Europe (bas) | Demi-finales Finale de zone - Amérique (haut) - Europe (bas) |  |  | Finale Finale inter zone | Finale Finale inter zone |
|  |                                                                       |                                                                       |          |   |                                                              |                                                              |  |  |                          |                          |
|  |                                                                       |                                                                       |          |   |                                                              |                                                              |  |  |                          |                          |
|  |                                                                       |                                                                       |          |   |                                                              |                                                              |  |  |                          |                          |
|  | Japon                                                                 | 4                                                                     |          |   |                                                              |                                                              |  |  |                          |                          |
|  | Japon                                                                 | 4                                                                     |          |   |                                                              |                                                              |  |  |                          |                          |
|  | Mexique                                                               | 1                                                                     |          |   |                                                              |                                                              |  |  |                          |                          |
|  | Mexique                                                               | 1                                                                     | Japon    | 3 |                                                              |                                                              |  |  |                          |                          |
|  |                                                                       |                                                                       | Japon    | 3 |                                                              |                                                              |  |  |                          |                          |
|  |                                                                       | Canada                                                                | 2        |   |                                                              |                                                              |  |  |                          |                          |
|  | Cuba                                                                  | Canada                                                                | 2        | 2 |                                                              |                                                              |  |  |                          |                          |
|  | Cuba                                                                  |                                                                       |          | 2 |                                                              |                                                              |  |  |                          |                          |
|  | Canada                                                                | 3                                                                     |          |   |                                                              |                                                              |  |  |                          |                          |
|  | Canada                                                                | 3                                                                     | Japon    | 0 |                                                              |                                                              |  |  |                          |                          |
|  |                                                                       |                                                                       | Japon    | 0 |                                                              |                                                              |  |  |                          |                          |
|  |                                                                       | France                                                                | 3        |   |                                                              |                                                              |  |  |                          |                          |
|  | Danemark                                                              | France                                                                | 3        | 3 |                                                              |                                                              |  |  |                          |                          |
|  | Danemark                                                              |                                                                       |          | 3 |                                                              |                                                              |  |  |                          |                          |
|  | Tchécoslovaquie                                                       | 2                                                                     |          |   |                                                              |                                                              |  |  |                          |                          |
|  | Tchécoslovaquie                                                       | 2                                                                     | Danemark | 0 |                                                              |                                                              |  |  |                          |                          |
|  |                                                                       |                                                                       | Danemark | 0 |                                                              |                                                              |  |  |                          |                          |
|  |                                                                       | France                                                                | 3        |   |                                                              |                                                              |  |  |                          |                          |
|  | Afrique du Sud                                                        | France                                                                | 3        | 0 |                                                              |                                                              |  |  |                          |                          |
|  | Afrique du Sud                                                        |                                                                       |          | 0 |                                                              |                                                              |  |  |                          |                          |
|  | France                                                                | 5                                                                     |          |   |                                                              |                                                              |  |  |                          |                          |
|  | France                                                                | 5                                                                     |          |   |                                                              |                                                              |  |  |                          |                          |

| Challenge Round |   |
| --------------- | - |
| France          | 3 |
| États-Unis      | 2 |

## Finale (Challenge Round ou tour du défi)
Équipe de France : Jean Borotra, Jacques Brugnon, Henri Cochet, René Lacoste, Capitaine : Pierre Gillou
Équipe des États-Unis : Francis Hunter, William M. Johnston, William T. Tilden, Richard Norris Williams, Capitaine : Charles Garland
| | France | 3                                  | - | 2 | États-Unis |   |   |
| --- | ------ | ---------------------------------- | - | - | ---------- | - | - |
| Germantown Cricket, Philadelphie, États-Unis |        |                                    |   |   |            |   |   |
| du 8 au 10 septembre 1927 |        |                                    |   |   |            |   |   |
| \| 1 \| \| René Lacoste \| 6 \| 6 \| 6 \| \| \| \| 1 \| \| William M. Johnston \| 3 \| 2 \| 2 \| \| \| \| 2 \| \| Henri Cochet \| 4 \| 6 \| 2 \| 6 \| \| \| 2 \| \| William T. Tilden \| 6 \| 2 \| 6 \| 8 \| \| \| 3 \| \| Jean Borotra - Jacques Brugnon \| 3 \| 6 \| 6 \| 4 \| 0 \| \| 3 \| \| Francis Hunter - William T. Tilden \| 6 \| 3 \| 3 \| 6 \| 6 \| \| \| \| \| \| \| \| \| \| \| 4 \| \| René Lacoste \| 6 \| 4 \| 6 \| 6 \| \| \| 4 \| \| William T. Tilden \| 3 \| 6 \| 2 \| 4 \| \| \| \| \| \| \| \| \| \| \| \| 5 \| \| Henri Cochet \| 6 \| 4 \| 6 \| 6 \| \| \| 5 \| \| William M. Johnston \| 4 \| 6 \| 2 \| 4 \| \| \| \| \| \| \| \| \| \| \| |        |                                    |   |   |            |   |   |
| 1 |        | René Lacoste                       | 6 | 6 | 6          |   |   |
| 1 |        | William M. Johnston                | 3 | 2 | 2          |   |   |
| 2 |        | Henri Cochet                       | 4 | 6 | 2          | 6 |   |
| 2 |        | William T. Tilden                  | 6 | 2 | 6          | 8 |   |
| 3 |        | Jean Borotra - Jacques Brugnon     | 3 | 6 | 6          | 4 | 0 |
| 3 |        | Francis Hunter - William T. Tilden | 6 | 3 | 3          | 6 | 6 |
| |        |                                    |   |   |            |   |   |
| 4 |        | René Lacoste                       | 6 | 4 | 6          | 6 |   |
| 4 |        | William T. Tilden                  | 3 | 6 | 2          | 4 |   |
| |        |                                    |   |   |            |   |   |
| 5 |        | Henri Cochet                       | 6 | 4 | 6          | 6 |   |
| 5 |        | William M. Johnston                | 4 | 6 | 2          | 4 |   |
| |        |                                    |   |   |            |   |   |